# Melaleuca lazaridis
Melaleuca lazaridis är en myrtenväxtart som beskrevs av Lyndley Alan Craven. Melaleuca lazaridis ingår i släktet Melaleuca och familjen myrtenväxter. Inga underarter finns listade i Catalogue of Life.